# Тиммереверс, Генрих
Генрих Тиммереверс (нем. Heinrich Timmerevers; род. 25 августа 1952, Николаусдорф, Клоппенбург, Нижняя Саксония, ФРГ) — немецкий прелат. Епископ Дрезден-Майсена с 29 апреля 2016 года.

## Биография
Генрих Тиммереверс родился 25 августа 1952 года в селе Николаусдорф в округе Клоппенбург в многодетной фермерской семье.
В 1972 году окончил гимназию Клеменса-Августа в Клоппенбурге и поступил в Вестфальский университет имени Вильгельма, где изучал теологию и философию до 1977 года.
В 1978 году поступил в Семинарию Мюнстера.
7 января 1979 года рукоположен в сан диакона епископом Мюнстера Генрихом Тенхумбергом.
25 мая 1980 года в Мюнстерском соборе рукоположен в сан священника епископом Мюнстера Райнхардом Леттманном.

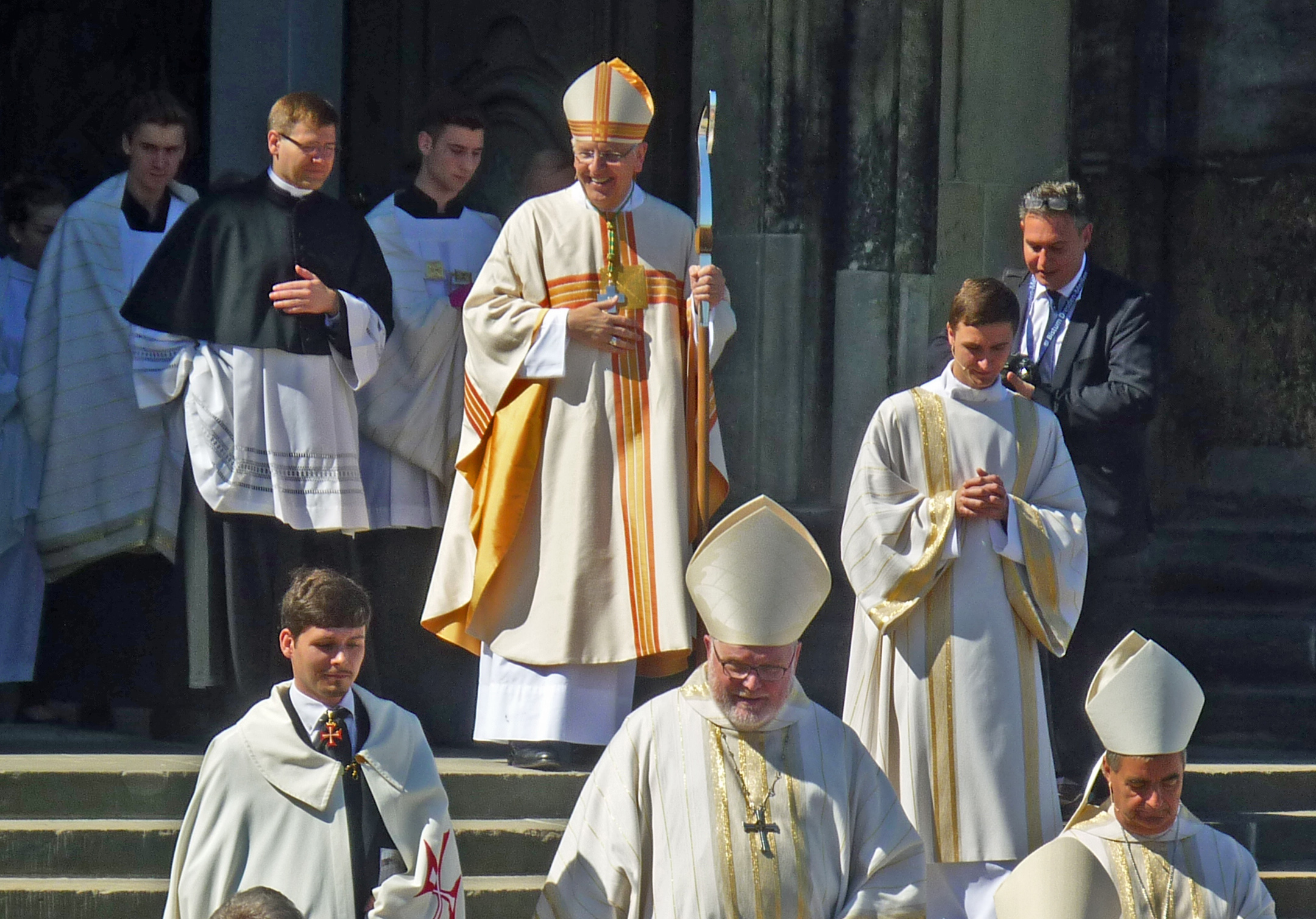
Генрих Тиммереверс во время вступления в должность епископа Дрезденского перед собором, 2016

С 1980 по 1984 год он был штатным священником прихода Святого Вита в Фисбеке.
В 1984 году переведен в Мюнстерский собор.
В 1990 году назначен настоятелем церкви Святого Вита в Фисбеке.

### Епископ
6 июля 2001 года Папа Римский Иоанн Павел II назначил Генриха Тиммереверса титулярным епископом Туланы и вспомогательным епископом епархии Мюнстера. 2 сентября 2001 года в Мюнстерском соборе был рукоположен во епископа. Хиротонию совершали епископ Мюнстера Райнхард Леттманн, епископ Вернер Тиссен и епископ Макс Георг Фрайхерр фон Твикель.
29 апреля 2016 года Папа Римский Франциск назначил его епископом Дрездена-Майсена. 27 августа того же года в Кафедральном соборе Святой Троицы в Дрездене был торжественно введен в должность.

## Деятельность в немецкойконференции епископов
В Немецкой епископской конференции епископ Генрих Тиммереверс был членом Молодежной комиссии с 2001 по 2009 год. В настоящее время он является членом Пасторской комиссии и Комиссии по призваниям и церковному служению
В 2023 году он был избран председателем Комиссии по образованию и школам.
В 2012 году по просьбе Мальтийского президиума Епископская конференция назначила его федеральным капелланом Мальтийской службы милосердия. (Епископ Генрих является капелланом Мальтийского ордена с 2011 года)

## Позиция
В декабре 2019 года епископ Генрих заявил, что помимо священников, давших обет безбрачия, могут быть и женатые католические священники.
В сентябре 2020 года выступил за благословение однополых пар.